# Golias contra o Homem das Bolinhas
Golias Contra o Homem das Bolinhas é um filme brasileiro de 1969, do gênero comédia e crime, dirigido por Victor Lima.
As locações ocorreram na cidade de São Paulo, principalmente no centro, no Jardim Zoológico e no Parque Ibirapuera

## Sinopse
Pacífico é um esperto garoto de rua, amigo da prostituta Arlete, a quem ele considera uma moça "distinta". Arlete seduz o italiano Augusto, um pobre escriturário que vive infeliz numa casa com a mulher megera Laura, o cunhado vagabundo Nico e o casal de sogros. Quando Augusto vai ao apartamento de Arlete, descobre que a moça foi assassinada, fica nervoso e foge, mas várias pessoas que o viram sair do edifício, inclusíve Pacífico, pensam que ele é o assassino. Todos lembram da feia gravata azul de bolinhas brancas que usava, por isso Augusto é chamado pela imprensa como "Assassino das Bolinhas". Pacífico, que deseja se vingar do criminoso, passa a persegui-lo, assim como outras pessoas, interessadas nas jóias da falecida.

## Elenco
- Ronald Golias - Pacífico
- Íris Bruzzi - Arlete
- Otelo Zeloni - Augusto
- Zilda Cardoso - Laura
- Darlene Glória - Irene
- Benjamin Cattan - dr. Tancredo
- Allan Castro - Nico
- Germano Filho - Comissário
- Antonio Pitanga - porteiro
- Geny Prado - mãe de Laura
- Veronicka Kriman
- Carlos Koppa
- Roberto Dias
- Victória Salas
- Fernando Torres - dr. Apolônio (participação especial)
- Costinha - Fortunato, o dentista (participação especial)
- Carlos Alberto de Nóbrega - Geraldo (participação especial)
- Caetano Gherardi
- Wanderley Grilo - Garção